# Alfred Ritscher
Capt. Alfred Ritscher (Bad Lauterberg, 23 maggio 1879 – Amburgo, 30 marzo 1963) è stato un militare ed esploratore tedesco.
Capitano della Kriegsmarine è stato al comando della terza spedizione antartica tedesca svoltasi dal 1938 al 1939.
| Controllo di autorità | VIAF (EN) 30427327 · ISNI (EN) 0000 0000 7257 8064 · LCCN (EN) n91109299 · GND (DE) 122751817 · BNF (FR) cb16487063x (data) |